# Alexandra Dobolyi
Alexandra Dobolyi (ur. 26 września 1971 w Budapeszcie) – węgierska polityk i urzędnik państwowy, w latach 2004–2009 eurodeputowana VI kadencji.

## Życiorys
Studiowała zarządzanie zasobami ludzkimi na Uniwersytecie Janusa Pannoniusa oraz na Uniwersytecie w Peczu, doktoryzowała się w 2000 na Uniwersytecie im. Loránda Eötvösa w Budapeszcie. Od 1998 pracowała w Ministerstwie Spraw Zagranicznych, odpowiadając za kwestie związane z Unią Europejską. Pełniła funkcję sekretarza do spraw zagranicznych w partii socjalistycznej.
W wyborach powszechnych w 2004 uzyskała mandat posłanki do Parlamentu Europejskiego z ramienia Węgierskiej Partii Socjalistycznej. Była członkinią grupy socjalistycznej, pracowała m.in. w Komisji Petycji oraz w Komisji Rozwoju. W PE zasiadała do 2009. Bez powodzenia ubiegała się o reelekcję.